# Pic de Médécourbe
Pic de Médécourbe (kat. Pic de Medacorba) je planina u Europi koja se nalazi na zapadnoj tromeđi između Andore, Francuske i Španjolske. Visoka je je 2,914 metara. Gleda na Étang de Soulcem, veliko umjetno jezero koje se koristi za proizvodnju električne energije, i dolinu Vicdessos.
Postoji i istočna tromeđa Andore, Francuske i Španjolske otprilike 6 km južno od Pas de la Casa (42°30′17″N 1°43′32″E / 42.504674°N 1.725640°E).